# Desmiostoma caldasanum
Desmiostoma caldasanum är en stekelart som beskrevs av Fischer 1983. Desmiostoma caldasanum ingår i släktet Desmiostoma och familjen bracksteklar. Inga underarter finns listade i Catalogue of Life.